# Dario Quenstedt
Dario Quenstedt, né le 22 septembre 1989 à Burg (Magdebourg) en Allemagne de l'Est, est un handballeur internationale allemand évoluant au poste de gardien de but au sein du club allemand TSV Hannover-Burgdorf.

## Palmarès
Compétitions internationales
- Vainqueur de la Ligue des champions (C1) (1) : 2020
- Finaliste de Coupe du monde des clubs (1) : 2019

Compétitions nationales
- Vainqueur du Championnat d'Allemagne (2) : 2020 et 2021
- Vainqueur de la Coupe d'Allemagne (1) : 2022
- Vainqueur de la Supercoupe d'Allemagne (2) : 2016, 2020